# 金宝生
金宝生（1927年—？），广西金秀人，中华人民共和国政治人物。
担任金秀瑶民自治区副区长、大瑶山瑶族自治县县长。1954年，当选第一届全国人民代表大会代表。